# Univerzitet Virdžinije
Univerzitet Virdžinije (engl. University of Virginia, skraćenica: UVA) je javni univerzitet u gradu Šarlotsvilu, u američkoj saveznoj državi Virdžiniji. Zamislio ga je i dizajnirao 1819. godine Tomas Džeferson (1743–1826), autor Američke deklaracije o nezavisnosti i treći predsednik SAD, koji je takođe bio talentovani arhitekta. Izvorno upravno telo UVA su činili bivši američki predsednici Tomas Džeferson, Džejms Madison i Džejms Monro. Posed na kojem je nastao univerzitet je bio u vlasništvu Monroa, u čijem domu i advokatskoj kancelariji je danas smešten rezidencioni deo univerziteta.
Zemljište za izgradnju univerziteta je 1788. godine je kupio ratni veteran Džejms Monro, koji će kasnije postati peti predsednik SAD. Godine 1817. odbor je otkupio zemljište od Monroa, kada je on bio predsednik, i pod vodstvom Džefersona započela je gradnja koja je dovršena 1819. god. Nastava na univerzitetu je započela 1825. godine. Za razliku od ostalih univerziteta koji su u to vreme nudili samo tri pravca: medicinu, pravo i teologiju, Univerzitet Virdžinije je nudio i studije astronomije, filozofije, politokologije, arhitekture i drugih inženjerskih disciplina. Bila je to prva obrazovna institucija koja je nudila studije modernih akademskih disciplina. Još progresivniji korak je bio potpuno odvajanje obrazovanja od religije. Godine 1826. Džejms Madison, četvrti predsednik SAD je postao rektor univerziteta, a Džeferson je bio u upravnom odboru, sve do svoje smrti.
Tomas Džeferson je dizajnirao Univerzitet Virdžinije u duhu neoklasicizma i načelima paladijanizma, te ga je nazivao Akademsko selo (engl. Academical Village). Njegova jedinstvena arhitektura. zasnovana na rečniku klasične antike. simbolizuje težnje novoosnovane američke republike kao naslednice evropske tradicije, ali i najavljuje kulturni eksperiment tzv. kolonijalne arhitekture zrele države. Zbog toga je Virdžinijski univerzitet, zajedno s privatnom Džefersonovom vilom Montičelo, upisan na Uneskov popis mesta svetske baštine u Americi 1987. godine.
Karnegijeva zadužbina je klasifikovala ovaj univerzitet kao istraživački univerzitet veoma visokog israživanja. Njegovi nedavni istraživački napori su bili priznati od strane nučnih medija kao što je časopis Nauka, koji je pripisao UVA nastavnom osoblju dva od prvih deset globalnih otrića prvorazrednog značaja 2015. godine.  nastavno osoblje i diplomirani studenti su isto tako osnovali veliki broj kompanija, kao što je Redit, koje ostvaruju prihod od više od $1,6 triliona godišnje, što je ekvivalentno sa 10. nejvećom ekonomijom na svetu.
Vilijam Fokner, dobitnik Nobelove nagrade i Pulicerove nagrade, postao je predavač i konzultant na univerzitetu 1957. godine, što je ostao do svoje smrti 1962. godine. Braća Džon F. i Robert F. Kenedi su pohađili univerzitet 1958. godine, a 1960. i Martin Luter King. Univerzitet su posetili i kraljica Elizabeta II 1976. i Desmond Tutu 1998. godine.
Godine 2012. U.S. News & World Report je rangirao Virdžinijski univerzitet na drugo mesto svih javnih univerziteta u SAD i 25. ponajbolje u državi. Sportisti UVA se natiču u 23 sporta, a u ukupnom poretku američkih univerziteta (NACDA Directors' Cup) su ostvarili treće mesto 2010. godine.

## Istorija

### 1800-te
Godine 1802, dok je služio kao predsednik Sjedinjenih Država, Tomas Džeferson je pisao umetniku Čarlsu Vilsonu Pilu da će njegov koncept novog univerziteta biti „na najširoj i najliberalnijoj skali koju bi naše okolnosti zahtevale i naši fakulteti se susreli“, i da bi to moglo čak privući talentovane studente iz „drugih država da dođu i popiju čašu znanja“. Virdžinija je već bila dom Koledža Vilijam i Meri u Vilijamsburgu, ali je Džeferson izgubio svako poverenje u svoju alma mater, delimično zbog njihove religiozne prirode — oni su zahtevali od svih svojih učenika da recituju katekizam — i zbog njihovog gušenja nauka. Džeferson je prosperirao pod profesorima Vilijama i Meri, Vilijamom Smolom i Džordžom Vajtom decenijama ranije, ali je koledž bio u periodu velikog opadanja i njegova zabrinutost je postala toliko velika do 1800. godine da je britanskom hemičaru Džozefu Pristliju saopštio: „u toj državi imamo, koledž dovoljno dobro obdaren da izvuče jadno postojanje na koje ga je osudio bedni ustav.” Ove reči su istinito odjekivale sedamdeset godina kasnije kada su Vilijam & Meri bankrotirali nakon građanskog rata, a koledž u Vilijamsburgu je potpuno zatvoren 1881. godine. Kasnije je oživeo kao pre svega mali koledž za nastavnike, dok nije ponovo dobio status univerziteta kasnije u dvadesetom veku. Džeferson je zamislio da će njegov novi univerzitet „biti zasnovan na neograničenoj slobodi ljudskog uma. Jer ovde se ne plašimo da sledimo istinu gde god ona može da vodi, niti da tolerišemo bilo kakvu grešku sve dok razum ima slobodu da se bori protiv nje.”
Godine 1817, tri predsednika (Džeferson, Džejms Monro i Džejms Medison) i glavni sudija Vrhovnog suda Sjedinjenih Država Džon Maršal pridružili su se grupi od 24 druga dostojanstvenika na sastanku održanom u taverni Mauntain Top u Rokfiš Gapu. Posle izvesnog razmatranja, izabrali su obližnji Šarlotsvil za lokaciju novog Univerziteta Virdžinije. Odbor posetilaca UVA kupio je farmu nedaleko od Šarlotsvila koja je nekada bila u vlasništvu Džejmsa Monroa. Komonvelt Virdžinije je 25. januara 1819. izdao povelju novog vodećeg univerziteta koji će biti baziran na lokaciji u Šarlotsvilu.
Džon Hartvel Kok je sarađivao sa Džejmsom Medisonom, Monroom i Džozefom Karingtonom Kejbelom da bi se ispunio Džefersonov san o osnivanju ovog univerziteta. Kok i Džeferson su imenovani u građevinski komitet da nadgledaju izgradnju. Kancelarija UVA za jednake mogućnosti i građanska prava nastavlja da „istražuje mogućnosti da se angažuje i priznaje sa poštovanjem da živimo, učimo i radimo na [onome što je nekada bila] teritorija Monakanske indijanske nacije.“ Kao i mnoge druge obrazovne institucije tog doba, ovaj univerzitet je posedovao robove koji su pomogli u izgradnji kampusa. Oni su služili studentima i profesorima. Prva univerzitetska predavanja su otpočela 7. marta 1825. godine.
Za razliku od drugih tadašnjih univerziteta, na kojima se mogla studirati bilo medicina, pravo ili teologija, prvi studenti na Univerzitetu Virdžinije mogli su da studiraju u jednoj ili nekoliko od osam nezavisnih škola – medicinu, pravo, matematiku, hemiju, drevne jezike, savremene jezike, prirodnu filozofiju i moralnu filozofiju. Još jedna inovacija novog univerziteta bila je da je visoko obrazovanje bilo odvojeno od verske doktrine. UVA nije imao bogoslovsku školu, osnovan je nezavisno od bilo koje verske sekte, a kampus je planiran i usredsređen na biblioteku, Rotandu, a ne na crkvu, po čemu se razlikuje od drugih univerziteta tog doba koji su još uvek prvenstveno funkcionisali kao bogoslovije za jednu datu vrstu protestantizma. Džeferson je filozofu Tomasu Kuperu izneo mišljenje da „profesor teologije ne bi trebalo da ima mesto u našoj instituciji“, a nikada ga nije ni bilo. Univerzitet je prvobitno dodeljivao dve diplome: diplomsku, studentu koji je završio kurseve jedne škole; a doktorsku onom ko je diplomirao u više od jedne škole ko je pokazao istraživačke sposobnosti.
Džeferson je do kraja bio blisko uključen u rad univerziteta, priređujući nedeljne večere u svom domu u Montičelu za profesore i studente. Džeferson je smatrao da formiranje ovog univerziteta ima izuzetno veliki značaj i potencijal, te je to ubrojao među svoja najveća dostignuća i insistirao je da se na njegovom nadgrobno spomeniku pomine samo njegov status autora Deklaracije o nezavisnosti i Statuta Virdžinije za versku slobodu i oca Univerziteta Virdžinije. Stoga je izbegavao pominjanje svojih nacionalnih dostignuća, kao što je kupovina Luizijane i bilo kojih drugih aspekata njegovog predsedništva, u korist svoje uloge na mladom univerzitetu.
U početku, neki od studenata koji su dolazili na univerzitet odgovarali su tadašnjoj uobičajenoj slici studenata: bogati, razmaženi aristokrati sa osećajem privilegije što je često dovodilo do tuče, ili još gorih situacija. Ovo je bio izvor frustracije za Džefersona, koji je okupio učenike tokom prve godine škole, 3. oktobra 1825, da bi kritikovao takvo ponašanje; ali je bio previše potresen da bi govorio. Kasnije je o ovom trenutku govorio kao o „najbolnijem događaju“ u svom životu.
Iako je učestalost takvog neodgovornog ponašanja opala nakon Džefersonovog izražavanja zabrinutosti, ono nije potpuno zamrlo. Poput mnogih univerziteta i koledža, ova institucija je doživljavala periodične studentske nemire, koji su kulminirali ubistvom profesora Džona A. G. Dejvisa, predsednika fakulteta, 1840. Ovaj događaj, zajedno sa novim UVA sistemom časti i rastućom popularnošću umerenosti i usponom verske pripadnosti u društvu uopšte, izgleda da je rezultirao trajnom promenom stavova učenika prema prijavljivanju lošeg ponašanja, te je takvo ponašanje među studentima koje je toliko smetalo Džefersonu konačno nestalo.
U godini Džefersonove smrti 1826, pesnik Edgar Alan Po upisao se na univerzitet, gde je briljirao na nastivi latinskog. Gavranovo društvo, organizacija nazvana po najpoznatijoj Poevoj pesmi, nastavlja da održava 13 Vest Rejndžu, sobi u kojoj je Po boravio tokom jednog semestra kada je pohađao univerzitet. On je napustio studije zbog finansijskih poteškoća. Škola za inženjerstvo i primenjene nauke otvorena je 1836. godine, čime je UVA postao prvi sveobuhvatni univerzitet koji je otvorio inženjersku školu.
Za razliku od većine južnjačkih koledža, ovaj univerzitet je bio otvoren tokom građanskog rata, uprkos tome što je njegova država doživela više krvoprolića od bilo koje druge i skoro 100% regrutacije američkog juga. Nakon potpunog gubitka Džubala Erlija u bici kod Vejnsboroa, Šarlotsvil je dobrovoljno predat snagama Unije da bi se izbeglo masovno krvoproliće, a UVA osoblje je ubedilo Džordža Armstronga Kastera da sačuva Džefersonov univerzitet. Iako su trupe Unije kampovale na travnjaku i oštetile mnoge paviljone, Kasterovi ljudi su otišli četiri dana kasnije bez krvoprolića i univerzitet je mogao da se vrati svojoj obrazovnoj misiji. Međutim, izuzetno veliki broj oficira Konfederacije i Unije bili su alumni. UVA je proizveo 1.481 oficira samo u vojsci Konfederacije, uključujući četiri general-majora, dvadeset jednog brigadnog generala i šezdeset sedam pukovnika iz deset različitih država. Džon S. Mosbi, zloglasni „Sivi duh” i komandant munjevitog 43. bataljona virdžinijske konjice, jedinice rendžera, takođe je bio student UVA.
Zahvaljujući grantu Komonvelta Virdžinije, školarina je postala besplatna za sve stanovnike Virdžinije 1875. godine. Tokom ovog perioda, Univerzitet Virdžinije ostao je jedinstven po tome što nije imao predsednika i nije zahtevao osnovni nastavni plan i program od svojih studenata, koji su često studirali i diplomirali u više od jedne škole. Međutim, univerzitet je takođe doživljavao sve veće nedaće. Nakon što se originalna Rotanda zapalila i bila uništena 1895. godine, uskoro je došlo do velikih promena, mnogo većih od puke rekonstrukcije Rotande 1899.

## Odlike
Univerzitet Virdžinije je remekdelo i izvanredan primer velikih obrazovnih institucija iz vremena prosvetiteljstva. Ono je bilo poslednje arhitektonsko i najambicioznije Džefersonovo delo. Upuštajući se u ovaj projekt utemeljen na obrazovnim idealima enciklopedizma i demokracije, Džeferson je napustio planove starijih fakulteta u Velikoj Britaniji i SAD. Njegov ostvareni plan „akademskog sela” je inspirisan higijenskim načelima graditelja bolnica i masom simbolično dočarava hijererhiju i ponavljanje oblika.
Njegova Rotunda, koja je kopija rimskog Panteona u pola njegove veličine, se uzdiže iznad biblioteke i dominira celim kompleksom. U deset paviljona s obe strane biblioteke nalazilo se deset profesora koji su vodili nezavisne škole, te je namera bila da svojim osobitim oblikovanjem predstavljaju enciklopediju klasične i neoklasične arhitekture. Na spratu iznad učionica bile su stambene prostorije profesora i 54 sobe za učenike. Kolonada u prizemlju koja ih sve povezuje je služila kao ujedinitelj celokupnog prostora.
Zgrada na samom jugu kompleksa je dodana kasnije i nepotrebno je zatvorila ovaj slavodobitni prostor.

## Istaknuti studenti
| Od osoba koje su diplomirale na Univerzitetu Virdžinije ističu se: - Edgar Alan Po, književnik - Džordžija O’Kif, slikarka - Ričard Berd, istraživač - Džon Bakus, rani informatičar - Tina Fej, komičarka - Somdev Devarman, indijski teniser | Univerzitet su pohađali i: - Vudro Vilson, 28. predsednik SAD-a - Robert F. Kenedi, senator - Edvard Mur Kenedi, senator - Havijer Solana, generalni sekretar Zapadnoevropske unije od 1999.-2009. |

## Literatura
- Abernethy, Thomas Perkins (1948). Historical Sketch of the University of Virginia. Richmond: Dietz Press.
- Addis, Cameron (2003). Jefferson's Vision for Education, 1760–1845. New York: Peter Lang Publishing. ISBN 978-0-8204-5755-0.
- Barker, David Michael (2000). Thomas Jefferson and the Founding of the University of Virginia (Ph.D.). University of Illinois.
- Boyle, Sarah Patton (1962). The Desegregated Heart: A Virginian's Stand in a Time of Transition. New York: William Morrow & Company.
- Bruce, Philip Alexander (1920). History of the University of Virginia, 1819–1919: The Lengthening Shadow of One Man (five vol. изд.). New York: Macmillan.
- Dabney, Virginius (1981). Mr. Jefferson's University: A History. Charlottesville: University of Virginia Press. ISBN 978-0-8139-0904-2.
- Hein, David (2001). Noble Powell and the Episcopal Establishment in the Twentieth Century. Urbana, Illinois: University of Illinois Press. ISBN 978-0-252-02643-0. Chapter two covers student and faculty life at the University of Virginia in the 1920s, when Powell was de facto chaplain to the University.
- Hitchcock, Susan Tyler (1999). The University of Virginia: A Pictorial History. Charlottesville: University of Virginia Press. ISBN 978-0-8139-1902-7.
- Mapp, Alf J. (1991). Thomas Jefferson: Passionate Pilgrim. Lanham, MD: Madison Books. ISBN 978-0-8191-8053-7.
- Virginia, University of (2018). President's Commission on Slavery and the Umiversity. Приступљено 12. 10. 2018.
- Virginia, University of (2013). Slavery at the University of Virginia Visitor's Guide (PDF). Приступљено 12. 10. 2018.
- Waggoner, Jennings L. (2004). Jefferson and Education. Chapel Hill, NC: University of North Carolina Press. ISBN 978-1-882886-24-1.